# Gabriela Markus
Gabriela Markus (Teutônia, 20 de fevereiro de 1988) é uma modelo e política brasileira, eleita Miss Brasil 2012 pelo estado do Rio Grande do Sul. Filiada ao MDB, foi secretária adjunta do Turismo, Esporte e Lazer do Rio Grande do Sul em 2015. Representou o Brasil no Miss Universo 2012 e obteve a quinta colocação. Em 2015 Gabriela trocou o curso de Engenharia de Alimentos na UFRGS para cursar Políticas Públicas na mesma universidade.

## Concursos

### 2007
Rainha da Indústria e Comércio
- Gabriela Markus deu seu primeiro passo como Miss no concurso de beleza Rainha da Indústria e Comércio do Rio Grande do Sul, no qual obteve a vitória máxima competindo com outras sessenta e quatro aspirantes ao título.[4][5]

### 2010
Miss Rio Grande do Sul
- No ano de 2010, Gabriela tentou a sorte no Miss Rio Grande do Sul 2010, concurso este que ela obteve a segunda colocação, perdendo apenas para a vencedora, Bruna Jaroceski, de Canoas. Na época Gabriela representou a cidade em que morava, Teutônia.[6]

### 2012
Miss Rio Grande do Sul
- Após a segunda colocação obtida em 2010, a gaúcha competiu pela segunda vez e acabou levando pra casa a coroa e o título de Miss Rio Grande do Sul 2012. Novamente defendendo Teutônia, ela derrotou mais de cem candidatas aspirantes a coroa. Com isso, obteve o direito de representar o estado no Miss Brasil do mesmo ano.[7]

Miss Brasil
- Participou da 58ª edição do Miss Brasil e conquistou o segundo título consecutivo, e décimo segundo da história, para o seu estado, ampliando a vantagem do Rio Grande do Sul como o maior vencedor do concurso.[8]

Miss Universo
- Após intensa preparação, Markus viajou para Las Vegas, nos Estados Unidos onde competiu pela coroa de Miss Universo, representando o Brasil. Pelo segundo ano consecutivo, levou o país ao Top5 do concurso, terminando a competição em 5º lugar. A vencedora foi a norte-americana Olivia Culpo.[9]

## Carreira na política
- Em 2014 candidatou-se a deputada estadual pelo MDB[1]
- Em 2015, é convidada a ser secretária adjunta do Turismo, Esporte e Lazer do Rio Grande do Sul, na gestão do governador José Ivo Sartori[10].